# Běla Gran Jensen
Běla Gran Jensen (* 12. června 1943) je česká manažerka a filantropka žijící v Norsku.

## Život
Studovala Filozofickou fakultu Univerzity Karlovy v Praze. V červnu roku 1969 emigrovala do Norska, kde studovala norštinu.

## Charitativní práce
Po sametové revoluci se poprvé po dvaceti letech vrátila do Československa, kde byla lékaři požádána o pomoc. Založila hnutí Na vlastních nohou – Stonožka. Začala v Norsku prodávat vánoční obrázky, které namalovaly děti v českých školách. Z výnosů prodeje se kupovaly lékařské přístroje a vybavení pro nemocnice a dětské léčebny v České republice. Později začala Stonožka pomáhat i dětem ve válkou zasažených zemích, v Kosovu nebo v Afghánistánu.
Dne 19. března 1997 navštívila norská královna Sonja „stonožkovou školu“ ve Slaném. Dne 23. září 1998 přijal ve Vatikánu „stonožkové děti“ papež Jan Pavel II. Dne 17. července 1999 se „stonožkové děti“ setkaly s generálním tajemníkem OSN Kofi Annanem.

## Ocenění
- 3.10.2003 – ocenění „Významná česká žena ve světě“[5]
- 28.9.2012 – vyhlášena v anketě České televize a Českého rozhlasu „Zahraničním Čechem roku 2012“[1][6]
- 15.12.2015 – ocenění „Čestného Březového lístku“[5]

## Vyznamenání
- Medaile Za zásluhy, II. stupeň (28.10.1996)[7]
- Záslužný kříž ministra obrany České republiky, III. třída (14.12.2001)[8]
- Záslužný kříž ministra obrany České republiky, II. třída (28.3.2003 při příležitosti Dne učitelů)[5]